# فهرست شخصیت‌های آبشار جاذبه

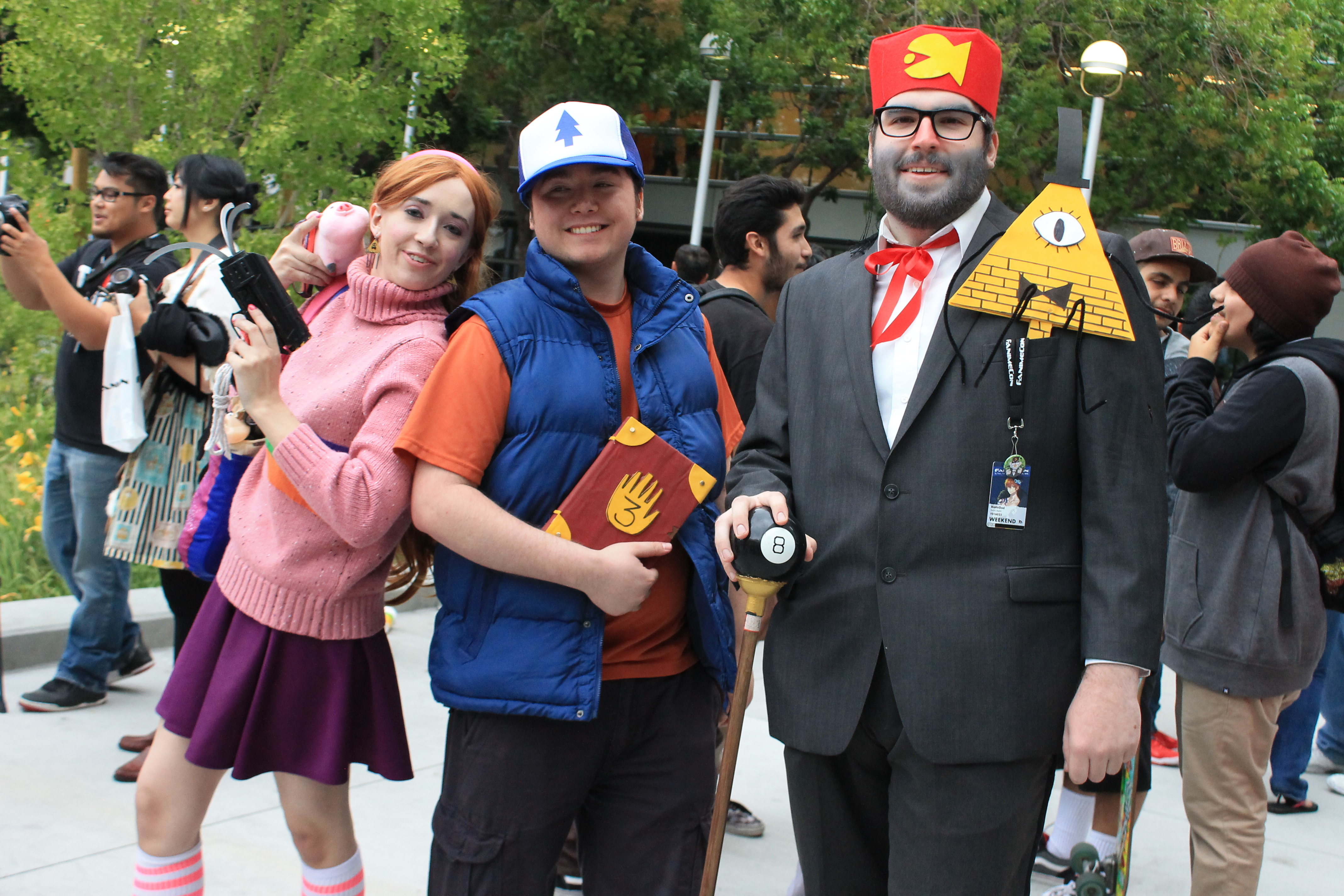
کاسپلی از استنلی پاینز،دیپر پاینز و میبل پاینز

مجموعه تلویزیونی آبشار جاذبه انیمیشن تلویزیونی ماجراجویی فانتزی، فیلم مرموز، فراطبیعی و کمدی-درام به تهیه‌کنندگی جان آشیما، آرن اسپینگر است و کارگردانی الکس هیرش. تمام شخصیت‌های ذکر شده در فصل‌های اول و دوم ظاهر شده‌اند.

بعضی از شخصیت های آبشار جاذبه در انیمیشن هایی دیگر حضور داشتند :
استنلی و سوس : انیمیشن آمفیبیا
بیل سایفر:سیمسون ها

## شخصیت‌ها
- دیپر پاینز[۱][۲]
- میبل پاینز[۳]
- استنلی پاینز[۴]
- سوز
- وندی
- استن‌فورد پاینز
- گیدن
- پاسیفیکا
- بیل سایفر
- فیدل فورد مک گاگت
- شل صورتی (خوک میبل)
- رابی
- بلندین

ژسوس آلزامیرانو «سوز» رامیرز
ژسوس آلزامیرانو "سوز" رامیرز (به انگلیسی: Jesus Alzamirano "Soos" Ramiraz) کارمند نیمه وقت معما کده شک هست. در آخر انیمیشن او رئیس معما کده شک می‌شود. گویندگی سوز توسط، الکس هیرش، تهیه‌کننده اهل ایالات متحده آمریکا انجام شده‌است.
وندی کوردوروی
وندی کوردوروی (به انگلیسی: wendy corduroy) کارمند نیمه وقت معما کده شک و یک آدم ۱۵ ساله و خون‌سرد است. گویندگی وندی توسط، لیندا کاردلیانی صداپیشه و بازیگر اهل ایالات متحده آمریکا انجام شده‌است.
بیل سایفر
بیل سایفر (به انگلیسی: bill cipher) شخصیت خبیث انیمیشن آبشار جاذبه است. او یک شیطان با قدرت بینهایت است که از دنیایی دو بعدی آمده و می‌خواهد کره زمین را نابود کند و دنیایی جدید بسازد. او تا فصل ۲ قسمت ۱۸ جسم نداشت و دو بعدی بود اما وقتی که دروازه دنیای او به آبشار جاذبه باز شد جسم گرفت. در قسمت آخر دیپر و میبل و اهالی شهر او را نابود می‌کنند.
بیل سایفر می‌تواند داخل رؤیای یک نفر برود یا با یک نفر معامله کند و او را گول بزند. او همه چیز را می‌تواند ببیند. وی پس از گرفتن جسم، می‌تواند با یک بشکن یا اشاره انگشت، هر کاری کند و قدرتی بسیار زیادی پیدا می‌کند.
طبق پیشگویی‌ها باید علامت‌ها (کاج، ستاره دنباله دار، ماهی، دفتر خاطرات، علامت سؤال، ستاره، یخ، عینک، لاما، قلب) دور دایره‌ای که عکس بیل سایفر وسط آن است جمع شوند و دست هم را بگیرند تا بیل سایفر نابود شود. راه دیگری که برای نابود کردن بیل سایفر وجود دارد این است که وقتی بیل سایفر داخل ذهن یک نفر است ذهن آن شخص را پاک کنند که در انیمیشن از این راه برای نابودی بیل استفاده کردند.
گویندگی بیل سایفر توسط، الکس هیرش، تهیه‌کننده اهل ایالات متحده آمریکا انجام شده‌است.
به احتمال زیاد به دلیل برگشتن حافظه استنلی پاینز بیل سایفر نیز بر می‌گردد.
استن فورد فیلبریک «فورد» پاینز
استن فورد فیلبریک "فورد" پاینز (به انگلیسی: Stanford Filbrick "Ford" Pines) عموی دیپر و میبل و برادر دوقلو استنلی می‌باشد. همچنین او به عنوان نویسنده دفتر خاطرات و عمو فورد از قسمت The Last Mabelcorn شناخته می‌شود استن فورد به خاطر داشتن شش انگشت، به عجیب‌الخلقه‌ها و عجایب دنیا علاقه داشت و به همین علت به آبشار جاذبه رفت تا رازهای آنجا را پیدا کند. او تمام اکتشافاتش را در دفترچه خاطراتی نوشت که بعداً دیپر یک جلد از دفتر خاطرات را پیدا کرد. وی زمانی با بیل سایفر دوست بوده، اما وقتی به اهداف پلید بیل پی برد دشمن او شد. استن‌فورد پاینز با کمک فیدل فورد مک گاکت تونست دروازه ای به دنیا دیگه ای باز کنه اما وقتی داشت با استنلی دعوا می‌کرد به دنیا دیگری رفت و چندین سال در آنجا موند. استنلی در این چندین سال هویت او را جعل کرد و دنبال برگردوندن او بود و در فصل ۲ قسمت ۱۱ موفق شد استن‌فورد را برگرداند. در آخر استن فورد و استنلی با کشتی بچگی‌هایشان، به دریا رفتند.
گویندگی استن‌فورد پاینز توسط جی کی سیمونز انجام شده‌است.
پاسیفیکا الیزا نرسوست
پاسیفیکا الیزا نرسوست (به انگلیسی: Pacifica Elise Northwest) محبوب‌ترین دختر در آبشار جاذبه است. پاسیفیکا عضو یک خانواده پولدار و نوه کاشف تقلبی آبشار جاذبه است. او رقیب اصلی میبل است و او را تحقیر می‌کند. در قسمت "Northwest Mansion Mystery" دیپر به او فهماند که اعتبار خانواده اش بر اساس دروغ ساخته شده‌است. پاسیفیکا پس از فهمیدن واقعیت از پدر مادرش سرپیچی کرد و با باز کردن دروازه عمارت به مردم عادی ثابت کرد که مانند خانواده اش نیست. گویندگی پاسیفیکا توسط جکی باسکارینو انجام شده‌است.
شل صورتی
شل صورتی (به انگلیسی: waddles) خوک میبل پاینز هست. میبل او را در مسابقه ای در شهر برد و از آن به بعد او را به عنوان حیوان خانگی نگه داشت. گویندگی شل صورتی توسط دی بردلی بیکر بازیگر و خواننده ایالات متحده آمریکا انجام شده‌است. همچنین در قسمت "Little Gift Shop of Horrors" صداپیشگی شل صورتی را نیل دگراس تایسون انجام داده‌است.